# Éric Renaud
Éric Renaud (* 30. Mai 1961 in Créteil) ist ein ehemaliger französischer Kanute.

## Erfolge
Éric Renaud ging bei den Olympischen Spielen 1984 in Los Angeles mit Didier Hoyer im Zweier-Canadier in zwei Wettbewerben an den Start. Über 500 Meter verpassten sie als Vierte knapp einen Medaillengewinn, der ihnen anschließend über 1000 Meter doch noch gelang. Sie schlossen den Endlauf nach 3:48,01 Minuten auf dem dritten Platz ab, hinter den siegreichen Rumänen Ivan Patzaichin und Toma Simionov sowie den Jugoslawen Matija Ljubek und Mirko Nišović.
Renauds Vater Marcel Renaud gewann 1956 eine olympische Silbermedaille im Zweier-Canadier. Auch sein Bruder Philippe Renaud gewann eine olympische Medaille im Zweier-Canadier, als er 1988 Dritter wurde. Sein Großonkel Maurice Renaud ging 1924 bei den olympischen Radsportwettbewerben an den Start.